# Joseph De Grauw
Joseph Edmond De Grauw (Brussel, 23 maart 1907 - 20 december 1992) was een Belgisch senator.

## Levensloop
De Grauw promoveerde tot licentiaat in de economische wetenschappen en werd journalist en beheerder van vennootschappen. Hij trouwde met Marguerite Rousneau.
In 1938 werd hij verkozen tot gemeenteraadslid van Brussel. Hij werd kabinetsmedewerker van minister Marcel-Henri Jaspar.
Tijdens de Tweede Wereldoorlog vluchtte hij naar Engeland, via Spanje, Cuba, Columbia, Peru en Canada, waar hij een militaire opleiding kreeg. Hij vertrok toen met een contingent naar Engeland, maar daar werd hij afgekeurd voor actieve dienst. Hij leidde voortaan de Gezondheidsdienst van de Belgische regering.
In 1955 werd hij liberaal senator voor het arrondissement Brussel en bleef dit tot in 1971. Hij interesseerde zich voornamelijk voor Europese zaken. Hij werd lid van de Raadgevende Interparlementaire Beneluxraad en van de Raadgevende vergadering van de Raad van Europa.